# Knooppunt Drie Klauwen
Knooppunt Drie Klauwen is een Nederlands verkeersknooppunt tussen de wegen N62 en N254. Het knooppunt is een half-sterknooppunt en op 30 september 2019 geopend. De verbindingsbogen van de N62 hebben beide twee rijstroken, de overige verbindingsbogen één rijstrook.

## Geschiedenis
Al in de jaren 80 lag op de huidige plek een kruispunt tussen de weg van Middelburg naar Goes (N254) en de weg naar Overzande (N666). Sinds de opening van de Westerscheldetunnel in 2003, die op de zuidelijke tak van het kruispunt werd aangesloten, veranderde de N62 steeds meer tot een volwaardige stroomweg. Hiervoor werd de N62 over de volledige lengte vanaf de A58 tot aan de Belgische grens verdubbeld naar 2x2 rijstroken en ongelijkvloers gemaakt. 
Door fouten tijdens ontwerpfase viel het project N62 Sloeweg veel duurder uit dan eerder verwacht. Hierdoor werd de bouw van het knooppunt uitgesteld en verder onderzoek gedaan naar mogelijke andere varianten. De meerkosten van € 19 miljoen leidde zelfs tot aftreden van gedeputeerde Kees van Beveren. Desondanks was een meerderheid van de Provinciale Staten voorstander voor een volledig ongelijkvloers knooppunt en in december 2016 werd het besluit genomen. Op 8 januari 2018 werd gestart met de werkzaamheden en op 30 september 2019 werd het knooppunt voor het verkeer vrijgegeven.

## Naamgeving
Het knooppunt is vernoemd naar de voormalige boerderij Drie Klauwen, die ongeveer een kilometer ten zuidwesten van het knooppunt aan de Drieklauwenweg lag. De naam van de boerderij heeft zich ontleend aan het feit dat op de zijgevel, boven het kelderraam, drie grote witte klauwen waren geschilderd.

## Richtingen knooppunt
| Aansluitende wegen  | Aansluitende wegen | Aansluitende wegen | Aansluitende wegen | Aansluitende wegen                       |
| ------------------- | ------------------ | ------------------ | ------------------ | ---------------------------------------- |
| richting Middelburg |                    |                    |                    | richting 's-Heerenhoek / Heinkenszand    |
|                     |                    |                    |                    |                                          |
|                     |                    |                    |                    |                                          |
|                     |                    |                    |                    |                                          |
|                     |                    |                    |                    | richting Borssele / Terneuzen / Gent (B) |

Almere · Amstel · Arnestein · Assen · Azelo · Badhoevedorp · Bankhoef · Batadorp · Beekbergen · Benelux · Beverwijk · Bodegraven ·  Boterdiep ·  Buren · Burgerveen · Coenplein · De Baars · De Hoek · De Hogt · De Nieuwe Meer · De Poel · De Punt · De Stok · Deil · Diemen · Drachten · Drie Klauwen · Eemnes · Ekkersweijer · Emmeloord · Empel · Euvelgunne · Everdingen · Ewijk · Galder · Gooimeer · Gorinchem · Gouwe · Grijsoord · Hattemerbroek · Heerenveen · Hellegatsplein · Het Vonderen · Hintham · Hoevelaken · Hofvliet · Holendrecht · Holsloot · Hoogeveen · Hooipolder · IJmuiden (niet officieel) · Joure · Julianaplein · Kerensheide · Kethelplein · Klaverpolder · Kleinpolderplein · Kooimeer · Kruisdonk · Kunderberg · Lankhorst · Leenderheide · Lunetten · Maanderbroek · Markiezaat · Muiderberg · Neerbosch · Noordhoek · Ommedijk · Oud-Dijk · Oudenrijn · Paalgraven · Princeville · Prins Clausplein · Raasdorp ·  Reitdiep ·  Ressen · Ridderkerk · Rijkevoort · Rijnsweerd · Rottepolderplein · Rozenburg · Sabina · Sint-Annabosch · Stelleplas · Slufter · Ten Esschen · Terbregseplein · Tiglia · Vaanplein · Valburg · Velperbroek · Velsen · Vlaardingen · Vught · Waterberg · Watergraafsmeer · Werpsterhoek · Westerlee · Ypenburg · Zaandam · Zaarderheiken · Zonzeel · Zoomland · Zuidbroek · Zurich

Geplande knooppunten:
De Liemers · Zestienhoven

Voormalige knooppunten:
Bocholtz · Ekkersrijt · Europaplein (Groningen) · Europaplein (Maastricht) · Lindenholt